# Мармара (ільче)
Мармара (тур. Marmara) — ільче (округ) у складі ілу Баликесір на заході Туреччини. Адміністративний центр — місто Мармара.
До складу ільче входять острів Мармара, західна частина островів Пашалімани (Авша та Екінлік), а також сусідні дрібні незаселені.
Ільче утворений 1987 року шляхом відокремлення від ільче Ердек.

## Склад
До складу ільче (округу) входить 1 буджак (райони) та 7 населених пунктів (3 міста та 4 села):

### Населені пункти
| № | Населений пункт | Населення, осіб (2010) |
| - | --------------- | ---------------------- |
| 1 | Авша            | 2 602                  |
| 2 | Мармара         | 2 426                  |
| 3 | Сарайлар        | 2 364                  |
| 4 | Топагач         | 451                    |
| 5 | Гюндогду        | 191                    |
| 6 | Асмали          | 127                    |
| 7 | Екінлік         | 75                     |